# Temporada 1914-1915 del FC Barcelona
Les dades més destacades de la temporada 1914-1915 del Futbol Club Barcelona són les següents:

## Fets destacats[2]
Un altre any sense èxits esportius. Immers en una crisi interna, el club està en mans del vicepresident Peris de Vargas fins que, el 29 de juny de 1915, arriba a la presidència Rafael Llopart i duu a terme una renovació de càrrecs. El filipí Paulino Alcántara és la gran figura de l'equip i es converteix en el màxim golejador per primera vegada.

## Plantilla
Font:
| N.                            | Pos. | Nac. | Jugador               | Total | Total | C. Catalunya | C. Catalunya | Amistosos | Amistosos |
| N.                            | Pos. | Nac. | Jugador               | PJ    | Gols  | PJ           | Gols         | PJ        | Gols      |
| ----------------------------- | ---- | --- | --------------------- | ----- | ----- | ------------ | ------------ | --------- | --------- |
| —                             | POR  | [[Fitxer:Flag of Catalonia.svg\|23x15px\|border \|alt=Catalunya\|link=Selecció de futbol de Catalunya\|{{#if:\|]]                              | Lluís Bru             | 46    | -10   | 9            | -10          | 37        | -         |
| —                             | DEF  | [[Fitxer:Flag of Catalonia.svg\|23x15px\|border \|alt=Catalunya\|link=Selecció de futbol de Catalunya\|{{#if:\|]]                              | Eduard Reguera        | 36    | 4     | 8            | 0            | 28        | 4         |
| —                             | DEF  | [[Fitxer:Flag of the Philippines.svg\|23x15px\|border \|alt=Filipines\|link=Selecció de futbol de les Filipines\|{{#if:\|]]                    | Manuel Amechazurra    | 20    | 0     | 7            | 0            | 13        | 0         |
| —                             | MIG  | [[Fitxer:Flag of Catalonia.svg\|23x15px\|border \|alt=Catalunya\|link=Selecció de futbol de Catalunya\|{{#if:\|]]                              | Andreu Ponsà          | 24    | 0     | 8            | 0            | 16        | 0         |
| —                             | MIG  | [[Fitxer:Flag of Spain (1785–1873, 1875–1931).svg\|23x15px\|border \|alt=Espanya\|link=Selecció de futbol d'Espanya\|{{#if:\|]]                | Ramon Torralba        | 32    | 1     | 8            | 0            | 24        | 1         |
| —                             | MIG  | [[Fitxer:Flag of Catalonia.svg\|23x15px\|border \|alt=Catalunya\|link=Selecció de futbol de Catalunya\|{{#if:\|]]                              | Alfred Massana        | 23    | 2     | 4            | 0            | 19        | 2         |
| —                             | MIG  | [[Fitxer:Flag of Catalonia.svg\|23x15px\|border \|alt=Catalunya\|link=Selecció de futbol de Catalunya\|{{#if:\|]]                              | Eugeni Terré          | 36    | 10    | 4            | 2            | 32        | 8         |
| —                             | MIG  | [[Fitxer:Flag of Catalonia.svg\|23x15px\|border \|alt=Catalunya\|link=Selecció de futbol de Catalunya\|{{#if:\|]]                              | Josep Costa           | 17    | 2     | 2            | 0            | 15        | 2         |
| —                             | MIG  | [[Fitxer:Flag of Spain (1785–1873, 1875–1931).svg\|23x15px\|border \|alt=Espanya\|link=Selecció de futbol d'Espanya\|{{#if:\|]]                | Rafael Morales        | 24    | 0     | 2            | 0            | 22        | 0         |
| —                             | MIG  | [[Fitxer:Flag of Catalonia.svg\|23x15px\|border \|alt=Catalunya\|link=Selecció de futbol de Catalunya\|{{#if:\|]]                              | Isidre Corbinos       | 2     | 1     | 1            | 0            | 1         | 1         |
| —                             | DAV  | [[Fitxer:Flag of Catalonia.svg\|23x15px\|border \|alt=Catalunya\|link=Selecció de futbol de Catalunya\|{{#if:\|]]                              | Enric Peris           | 42    | 9     | 9            | 1            | 33        | 8         |
| —                             | DAV  | [[Fitxer:Flag of the Valencian Community (2x3).svg\|23x15px\|border \|alt=País Valencià\|link=Selecció de futbol del País Valencià\|{{#if:\|]] | Josep Segarra         | 30    | 15    | 8            | 6            | 22        | 9         |
| —                             | DAV  | [[Fitxer:Flag of Catalonia.svg\|23x15px\|border \|alt=Catalunya\|link=Selecció de futbol de Catalunya\|{{#if:\|]]                              | Gabriel Bau           | 33    | 19    | 6            | 6            | 27        | 13        |
| —                             | DAV  | [[Fitxer:Flag of Catalonia.svg\|23x15px\|border \|alt=Catalunya\|link=Selecció de futbol de Catalunya\|{{#if:\|]]                              | Casimir Mallorquí     | 39    | 17    | 7            | 1            | 32        | 16        |
| —                             | DAV  | [[Fitxer:Flag of the Philippines.svg\|23x15px\|border \|alt=Filipines\|link=Selecció de futbol de les Filipines\|{{#if:\|]]                    | Paulino Alcántara     | 32    | 33    | 5            | 3            | 27        | 30        |
| —                             | DAV  | [[Fitxer:Flag of Spain (1785–1873, 1875–1931).svg\|23x15px\|border \|alt=Espanya\|link=Selecció de futbol d'Espanya\|{{#if:\|]]                | Antonio Morales       | 20    | 9     | 4            | 2            | 16        | 7         |
| —                             | DAV  | [[Fitxer:Flag of England.svg\|23x15px\|border \|alt=Anglaterra\|link=Selecció de futbol d'Anglaterra\|{{#if:\|]]                               | Percival Wallace      | 5     | 4     | 3            | 2            | 2         | 2         |
| —                             | DAV  | [[Fitxer:Flag of Catalonia.svg\|23x15px\|border \|alt=Catalunya\|link=Selecció de futbol de Catalunya\|{{#if:\|]]                              | Francesc Vinyals      | 19    | 4     | 2            | 1            | 17        | 3         |
| —                             | DAV  | [[Fitxer:Flag of Catalonia.svg\|23x15px\|border \|alt=Catalunya\|link=Selecció de futbol de Catalunya\|{{#if:\|]]                              | Joan Bó               | 15    | 3     | 2            | 0            | 13        | 3         |
| Equip reserva                 |      | |                       |       |       |              |              |           |           |
| —                             | POR  | [[Fitxer:Flag of Spain (1785–1873, 1875–1931).svg\|23x15px\|border \|alt=Espanya\|link=Selecció de futbol d'Espanya\|{{#if:\|]]                | Francisco Aramburo    | 14    | 0     | 0            | 0            | 14        | -         |
| —                             | POR  | [[Fitxer:Flag of Catalonia.svg\|23x15px\|border \|alt=Catalunya\|link=Selecció de futbol de Catalunya\|{{#if:\|]]                              | Lluís Renyé           | 1     | 0     | 0            | 0            | 1         | 0         |
| —                             | POR  | [[Fitxer:Flag of Catalonia.svg\|23x15px\|border \|alt=Catalunya\|link=Selecció de futbol de Catalunya\|{{#if:\|]]                              | Conrad Turon          | 1     | 0     | 0            | 0            | 1         | 0         |
| —                             | DEF  | [[Fitxer:Flag of Catalonia.svg\|23x15px\|border \|alt=Catalunya\|link=Selecció de futbol de Catalunya\|{{#if:\|]]                              | Lluís Tudó            | 19    | 0     | 0            | 0            | 19        | 0         |
| —                             | DEF  | [[Fitxer:Flag of Catalonia.svg\|23x15px\|border \|alt=Catalunya\|link=Selecció de futbol de Catalunya\|{{#if:\|]]                              | Joan Barba            | 18    | 0     | 0            | 0            | 18        | 0         |
| —                             | DEF  | [[Fitxer:Flag of Catalonia.svg\|23x15px\|border \|alt=Catalunya\|link=Selecció de futbol de Catalunya\|{{#if:\|]]                              | Pere Molins           | 1     | 0     | 0            | 0            | 1         | 0         |
| —                             | DEF  | [[Fitxer:Flag of Catalonia.svg\|23x15px\|border \|alt=Catalunya\|link=Selecció de futbol de Catalunya\|{{#if:\|]]                              | Joan Boix             | 1     | 0     | 0            | 0            | 1         | 0         |
| —                             | MIG  | [[Fitxer:Flag of England.svg\|23x15px\|border \|alt=Anglaterra\|link=Selecció de futbol d'Anglaterra\|{{#if:\|]]                               | Jack Greenwell        | 24    | 3     | 0            | 0            | 24        | 3         |
| —                             | MIG  | [[Fitxer:Flag of Catalonia.svg\|23x15px\|border \|alt=Catalunya\|link=Selecció de futbol de Catalunya\|{{#if:\|]]                              | Joan Sans             | 10    | 1     | 0            | 0            | 10        | 1         |
| —                             | MIG  | [[Fitxer:Flag of Catalonia.svg\|23x15px\|border \|alt=Catalunya\|link=Selecció de futbol de Catalunya\|{{#if:\|]]                              | Manuel Castejón       | 4     | 0     | 0            | 0            | 4         | 0         |
| —                             | MIG  | [[Fitxer:Flag of Catalonia.svg\|23x15px\|border \|alt=Catalunya\|link=Selecció de futbol de Catalunya\|{{#if:\|]]                              | Cardona               | 1     | 0     | 0            | 0            | 1         | 0         |
| —                             | DAV  | [[Fitxer:Flag of Spain (1785–1873, 1875–1931).svg\|23x15px\|border \|alt=Espanya\|link=Selecció de futbol d'Espanya\|{{#if:\|]]                | Francisco Baonza      | 30    | 2     | 0            | 0            | 30        | 2         |
| —                             | DAV  | [[Fitxer:Flag of Catalonia.svg\|23x15px\|border \|alt=Catalunya\|link=Selecció de futbol de Catalunya\|{{#if:\|]]                              | Ramon Castells        | 23    | 13    | 0            | 0            | 23        | 13        |
| —                             | DAV  | [[Fitxer:Flag of Catalonia.svg\|23x15px\|border \|alt=Catalunya\|link=Selecció de futbol de Catalunya\|{{#if:\|]]                              | Salvador Hormeu       | 14    | 9     | 0            | 0            | 14        | 9         |
| —                             | DAV  | [[Fitxer:Flag of Catalonia.svg\|23x15px\|border \|alt=Catalunya\|link=Selecció de futbol de Catalunya\|{{#if:\|]]                              | Domènec Espelta       | 7     | 0     | 0            | 0            | 7         | 0         |
| —                             | DAV  | [[Fitxer:Flag of Catalonia.svg\|23x15px\|border \|alt=Catalunya\|link=Selecció de futbol de Catalunya\|{{#if:\|]]                              | Miquel Oller          | 7     | 0     | 0            | 0            | 7         | 0         |
| —                             | DAV  | [[Fitxer:Flag of Catalonia.svg\|23x15px\|border \|alt=Catalunya\|link=Selecció de futbol de Catalunya\|{{#if:\|]]                              | Josep Julià           | 4     | 1     | 0            | 0            | 4         | 1         |
| —                             | DAV  | [[Fitxer:Flag of France (1794–1815, 1830–1974).svg\|23x15px\|border \|alt=França\|link=Selecció de futbol de França\|{{#if:\|]]                | René Alphonse Arnould | 2     | 3     | 0            | 0            | 2         | 3         |
| —                             | DAV  | [[Fitxer:Flag of Puerto Rico.svg\|23x15px\|border \|alt=Puerto Rico\|link=Selecció de futbol de Puerto Rico\|{{#if:\|]]                        | Augusto Ozores        | 1     | 0     | 0            | 0            | 1         | 0         |
| —                             | DAV  | [[Fitxer:Flag of Catalonia.svg\|23x15px\|border \|alt=Catalunya\|link=Selecció de futbol de Catalunya\|{{#if:\|]]                              | Romà Forns            | 1     | 0     | 0            | 0            | 1         | 0         |
| —                             | DAV  | [[Fitxer:Flag of Catalonia.svg\|23x15px\|border \|alt=Catalunya\|link=Selecció de futbol de Catalunya\|{{#if:\|]]                              | Martínez              | 1     | 0     | 0            | 0            | 1         | 0         |
| —                             | DAV  | [[Fitxer:Flag of Catalonia.svg\|23x15px\|border \|alt=Catalunya\|link=Selecció de futbol de Catalunya\|{{#if:\|]]                              | Lino                  | 1     | 0     | 0            | 0            | 1         | 0         |
| —                             | DAV  | [[Fitxer:Flag of Catalonia.svg\|23x15px\|border \|alt=Catalunya\|link=Selecció de futbol de Catalunya\|{{#if:\|]]                              | Argerich              | 1     | 0     | 0            | 0            | 1         | 0         |
| —                             | DAV  | [[Fitxer:Flag of Catalonia.svg\|23x15px\|border \|alt=Catalunya\|link=Selecció de futbol de Catalunya\|{{#if:\|]]                              | Ventura               | 1     | 0     | 0            | 0            | 1         | 0         |
| —                             |      | [[Fitxer:Flag of Catalonia.svg\|23x15px\|border \|alt=Catalunya\|link=Selecció de futbol de Catalunya\|{{#if:\|]]                              | Julià II              | 2     | 1     | 0            | 0            | 2         | 1         |
| —                             |      | [[Fitxer:Flag of Catalonia.svg\|23x15px\|border \|alt=Catalunya\|link=Selecció de futbol de Catalunya\|{{#if:\|]]                              | Ignasi Font           | 1     | 0     | 0            | 0            | 1         | 0         |
| —                             |      | [[Fitxer:Flag of Spain.svg\|23x15px\|border \|alt=Espanya\|link=Selecció de futbol d'Espanya\|{{#if:\|]]                                       | Joaquín Gascón        | 1     | 0     | 0            | 0            | 1         | 0         |
| —                             |      | [[Fitxer:Flag placeholder.svg\|23x15px\| \|alt=\|link=Selecció de futbol\|{{#if:\|]]                                                           | Carlos Böhm           | 1     | 0     | 0            | 0            | 1         | 0         |
| Jugadors convidats o puntuals |      | |                       |       |       |              |              |           |           |
| —                             | POR  | [[Fitxer:Flag of Belgium (civil).svg\|23x15px\|border \|alt=Bèlgica\|link=Selecció de futbol de Bèlgica\|{{#if:\|]]                            | Néstor Boucquey       | 1     | 0     | 0            | 0            | 1         | 0         |
| —                             | DEF  | [[Fitxer:Flag of Catalonia.svg\|23x15px\|border \|alt=Catalunya\|link=Selecció de futbol de Catalunya\|{{#if:\|]]                              | Santiago Massana      | 2     | 0     | 0            | 0            | 2         | 0         |

1. ↑  Inclou els partits finals de la Copa Catalunya de 1914.
2. ↑  S'inclouen els jugadors del club que no van disputar parits oficials durant la temporada.
3. ↑  Jugador a prova.
4. ↑  Era jugador de l'Espanyol.

## Competicions
| Competició      | Pos. | P | PG | PE | PP | GF | GC | Campió       |
| --------------- | ---- | - | -- | -- | -- | -- | -- | ------------ |
| C. de Catalunya | F    | 9 | 7  | 0  | 2  | 24 | 10 | RCD Espanyol |

## Resultats
| Amistosos |

| 16 agosta 1914 | FC Barcelona    | 2 - 1 | FC Internacional | Badalona |  |
|                | Hormeu · Baonza |       |                  | Alsina · |  |

| 30 agosta 1914 | FC Barcelona                   | 6 - 0 | Club T.B.H. | Barcelona            |  |
|                | A.Morales · Hormeu · Mallorqui |       |             | Industria · Molins · |  |

| 6 setembre 1914 | FC Barcelona    | 5 - 1 | FC Internacional | Barcelona            |  |
|                 | Alcantara · Bau |       |                  | Industria · Gibert · |  |

| 8 setembre 1914 | FC Barcelona | 2 - 0 | FC Internacional | Barcelona           |  |
|                 | Bau · Peris  |       |                  | Industria · Armet · |  |

| 13 setembre 1914 | FC Barcelona                  | 6 - 1 | FC Internacional | Barcelona                 |  |
|                  | Alcantara · Arnau · A.Morales |       |                  | Industria · Amechazurra · |  |

| 1 novembre 1914 | FC Barcelona              | 3 - 4 | Real Unión Club de Irun | Barcelona             |  |
|                 | Costa · Mallorqui · Peris |       |                         | Industria · Sampere · |  |

| 2 novembre 1914 | FC Barcelona | 0 - 0 | Real Unión Club de Irun | Barcelona         |  |
|                 |              |       |                         | Industria · Bau · |  |

| 22 novembre 1914 | FC Barcelona               | 3 - 0 | L'Avenç de l'Sport | Barcelona              |  |
|                  | Peris · Mallorqui · Baonza |       |                    | Industria · Corbinos · |  |

| 6 desembre 1914 | FC Barcelona | 1 - 1 | RCD Espanyol | Barcelona           |  |
|                 | Mallorqui    |       |              | Industria · Forns · |  |

| 8 desembre 1914 | RCD Espanyol | 0 - 3 | FC Barcelona            | Barcelona              |  |
|                 |              |       | Peris · Segarra · Tarre | Espanyol · S.Massana · |  |

| 25 desembre 1914 | FC Barcelona             | 4 - 0 | Plumstead FC | Barcelona           |  |
|                  | Castells · Segarra · Bau |       |              | Industria · Forns · |  |

| 27 desembre 1914 | FC Barcelona                | 4 - 0 | Plumstead FC | Barcelona               |  |
|                  | Reguera · Tarre · P.Wallace |       |              | Industria · Alcantara · |  |

| 31 gener 1915 | Athletic Club | 1 - 1 | FC Barcelona | Bilbao                |  |
|               |               |       | Mallorqui    | San Mames · Arzuaga · |  |

| 2 febrer 1915 | Athletic Club | 5 - 0 | FC Barcelona | Bilbao                |  |
|               |               |       |              | San Mames · Arzuaga · |  |

| 19 marc 1915 | FC Barcelona | 2 - 3 | Reial Societat | Barcelona            |  |
|              | Alcantara    |       |                | Industria · Gibert · |  |

| 21 marc 1915 | FC Barcelona        | 2 - 0 | Reial Societat | Barcelona           |  |
|              | Greenwell · Segarra |       |                | Industria · Marti · |  |

| 28 marc 1915 | Club Atlético de Madrid | 2 - 1 | FC Barcelona | Madrid     |  |
|              |                         |       | Torralba     | Quintana · |  |

| 11 abril 1915 | FC Barcelona                  | 7 - 0 | Universitary SC | Barcelona          |  |
|               | Tarre · Alcantara · Mallorqui |       |                 | Industria · Baro · |  |

| 25 abril 1915 | FC Barcelona                | 4 - 1 | FC Internacional | Barcelona          |  |
|               | Tarre · Alcantara · Segarra |       |                  | Industria · Baro · |  |

| 13 maig 1915 | FC Barcelona                  | 11 - 1 | FC Català | Barcelona           |  |
|              | Mallorqui · Castells · Hormeu |        |           | Industria · Vidal · |  |

| 23 maig 1915 | FC Barcelona              | 4 - 2 | Athletic Club | Barcelona           |  |
|              | Peris · Tarre · Alcantara |       |               | Industria · Marti · |  |

| 24 maig 1915 | FC Barcelona    | 2 - 1 | Athletic Club | Barcelona           |  |
|              | Peris · Reguera |       |               | Industria · Marti · |  |

| 30 maig 1915 | FC Barcelona      | 2 - 3 | FC Internacional | Barcelona             |  |
|              | Tarre · Alcantara |       |                  | Industria · Reguera · |  |

| 27 juny 1915 | FC Barcelona | 0 - 0 | Universitary SC | Barcelona             |  |
|              |              |       |                 | Industria · Tallada · |  |

| 4 juliol 1915 | CE Sabadell FC | 1 - 3 | FC Barcelona                    | Sabadell  |  |
|               |                |       | Mallorqui · Greenwell · Vinyals | Garriga · |  |

| 11 juliol 1915 | FC Barcelona          | 3 - 0 | CE Sabadell FC | Barcelona              |  |
|                | Mallorqui · Alcantara |       |                | Industria · Aramburo · |  |

| 12 juliol 1915 | FC Barcelona          | 4 - 0 | Racing Club de Madrid | Barcelona             |  |
|                | Mallorqui · Alcantara |       |                       | Terrassa · Hamilton · |  |

| Copa Catalunya |

| 2 agost de 1914 | FC Barcelona | 3 - 2 | FC Internacional | Barcelona                      |  |
|                 |              |       |                  | Camp de l'Espanya · Berrondo · |  |

| 9 d'agost de 1914 | FC Barcelona                        | 4 - 0 | L'Avenç de l'Sport | Barcelona                  |  |
|                   | Massana · Morales · Mallorquí · Bau | [ 7 ] |                    | Camp del carrer Muntaner · |  |

| Copa Gamper |

| 15 novembre 1914 | FC Barcelona                                  | 4 - 1 | FC Internacional | Barcelona                      |  |
| Final            | A.Morales · Mallorqui · P.Wallace · Greenwell |       |                  | Industria · Torres Ullastres · |  |

| Copa Barcelona |

| 6 juny 1915 | FC Barcelona | 1 - 3 | FC Espanya | Barcelona             |  |
|             | Segarra      |       |            | Industria · Sampere · |  |

| 20 juny 1915 | RCD Espanyol | 2 - 1 | FC Barcelona | Barcelona             |  |
|              |              |       | Alcantara    | Espanyol · Palomera · |  |

| Campionat de Catalunya |

| 18 octubre 1914 | FC Barcelona      | 2 - 0 suspès | L'Avenç de l'Sport | Barcelona                              |  |
|                 | Alcántara · Costa |              |                    | Camp del carrer Indústria · Palomera · |  |

| 25 octubre 1914            | FC Barcelona                  | 3 - 1 | L'Avenç de l'Sport | Sabadell                          |  |
| repetició jornada anterior | Vinyals 15' · Peris · Bau 85' |       | Torruella 17'      | Camp de la Creu Alta · Palomera · |  |

| 8 novembre 1914 | FC Barcelona              | 4 - 0 | CS Sabadell | Barcelona                          |  |
|                 | Segarra · Bau · Alcántara |       |             | Velòdrom Parc d'Sports · Sanpere · |  |

| 29 novembre 1914 | FC Barcelona | 1 - 0 | Universitary SC | Barcelona                        |  |
|                  | Wallace      |       |                 | Velòdrom Parc d'Sports · Pomés · |  |

| 13 desembre 1914 | RCD Espanyol | 2 - 1 | FC Barcelona | Barcelona |  |
|                  | López        |       | Wallace      | Arévalo · |  |

| 20 desembre 1914 | FC Barcelona               | 7 - 0 | Català SC | Barcelona                           |  |
|                  | Segarra · Bau · A. Morales |       |           | Camp de l'Hospital Clínic · Comas · |  |

| 10 gener 1915 | FC Barcelona  | 3 - 0 | Club T.B.H. | Barcelona                                          |  |
|               | Segarra · Bau |       |             | Camp de lel carrer Entença / València · Boneguen · |  |

| 17 gener 1915 | FC Barcelona | no presentat | FC Badalona | Barcelona |  |
|               |              |              |             |           |  |

| 14 febrer 1915 | FC Barcelona                    | 3 - 2 | FC Internacional | Barcelona |  |
|                | Segarra · Mallorquí · Alcántara |       | Raich ·          | Millet ·  |  |

| 22 febrer 1915 | FC Barcelona | 2 - 1 | FC España | Barcelona    |  |
| 15:30          | Tarré        |       | Villena   | Aguirreche · |  |

| 7 març 1915 | RCD Espanyol              | 4 - 0 | FC Barcelona | Terrassa                               |  |
| Final       | López 10' 15' · Tormo 17' |       |              | Velòdrom de Pi i Maragall · Domènech · |  |

- El primer partit contra l'Avenç fou suspès per motius climatològics el minut 35, jugant-se un nou partit una setmana més tard.